# Abronia frosti
Abronia frosti е вид влечуго от семейство Слепоци (Anguidae). Видът е критично застрашен от изчезване.

## Разпространение
Разпространен е в Гватемала.

## Описание
Популацията им е намаляваща.